# Stiepan Kołyczow
Stiepan Aleksiejewicz Kołyczow (ur. 1746, zm. 1805) – rosyjski dyplomata, jeden z najbliższych doradców cara Piotra I.

## Życiorys
Car Paweł I Romanow mianował go kolejno posłem  kolejno w Holandii, Prusach i Austrii. W roku 1801 Kołyczow, podówczas radca stanu i wicekanclerz, został wysłany w specjalną misję dyplomatyczną do Paryża, która trwała od 13 marca do 29 września 1801 roku.
Stiepan Kołyczow należał do znanej rosyjskiej rodziny. Metropolita Fiodor Kołyczow został kanonizowany.